# Fabian Lienhard
Fabian Lienhard (Steinmaur, 3 de septiembre de 1993) es un ciclista profesional suizo que milita en las filas del conjunto Tudor Pro Cycling Team.

## Palmarés
2014 (como amateur)
- Campeonato de Zúrich

2018
- 1 etapa del Tour de Normandía[1]

2019
- Porec Trophy
- 1 etapa del Tour de Loir-et-Cher

## Resultados en Grandes Vueltas y Campeonatos del Mundo
| Carrera         | Carrera         | 2016 | 2017  | 2018 | 2019 | 2020 | 2021 | 2022  | 2023  | 2024  | 2025  |
| --------------- | --------------- | ---- | ----- | ---- | ---- | ---- | ---- | ----- | ----- | ----- | ----- |
|                 | Giro de Italia  | —    | —     | —    | —    | —    | —    | —     | 113.º | 139.º | —     |
|                 | Tour de Francia | —    | —     | —    | —    | —    | —    | —     | —     | —     | 157.º |
|                 | Vuelta a España | —    | —     | —    | —    | —    | —    | 122.º | —     | —     | —     |
| Mundial en Ruta | Mundial en Ruta | Ab.  | 100.º | —    | —    | —    | 63.º | 89.º  | Ab.   | Ab.   | —     |

—: no participa

Ab.: abandono

## Equipos
- BMC Racing Team (stagiaire) (2016)[2]
- Team Vorarlberg (2017)
- Holowesko-Citadel (2018)
- IAM Excelsior[3] (2019)
- Groupama-FDJ[4] (2020-2024)
- Tudor Pro Cycling Team (2025-)